# Cuciurgan (Velîka Mîhailivka), Rozdilna
Cuciurgan (în ucraineană Кучурган, transliterat: Kuciurhan) este un sat în comuna Velîka Mîhailivka din raionul Rozdilna, regiunea Odesa, Ucraina.

## Demografie
Componența lingvistică a localității Cuciurgan
     Ucraineană (78,02%)
     Română (5,49%)
Conform recensământului din 2001, majoritatea populației localității Cuciurgan era vorbitoare de ucraineană (78,02%), existând în minoritate și vorbitori de română (5,49%).